# Тайога (округ, Пенсильвания)
Округ Тайога (англ. Tioga County) располагается в штате Пенсильвания, США. Официально образован 26 марта 1804 года. По состоянию на 2010 год, численность населения составляла 41 981 человек.

## География
По данным Бюро переписи США, общая площадь округа равняется 2944,833 км2, из которых 2937,063 км2 суша и 10,360 км2 или 0,310 % это водоемы.

## Население
По данным переписи населения 2000 года в округе проживает 41 373 жителей в составе 15 925 домашних хозяйств и 11 195 семей. Плотность населения составляет 14,00 человек на км2. На территории округа насчитывается 19 893 жилых строений, при плотности застройки около 7,00-ми строений на км2. Расовый состав населения: белые — 98,11 %, афроамериканцы — 0,60 %, коренные американцы (индейцы) — 0,23 %, азиаты — 0,30 %, гавайцы — 0,01 %, представители других рас — 0,14 %, представители двух или более рас — 0,61 %. Испаноязычные составляли 0,52 % населения независимо от расы.
В составе 30,40 % из общего числа домашних хозяйств проживают дети в возрасте до 18 лет, 57,80 % домашних хозяйств представляют собой супружеские пары проживающие вместе, 8,60 % домашних хозяйств представляют собой одиноких женщин без супруга, 29,70 % домашних хозяйств не имеют отношения к семьям, 24,40 % домашних хозяйств состоят из одного человека, 11,30 % домашних хозяйств состоят из престарелых (65 лет и старше), проживающих в одиночестве. Средний размер домашнего хозяйства составляет 2,48 человека, и средний размер семьи 2,93 человека.
Возрастной состав округа: 23,70 % моложе 18 лет, 10,60 % от 18 до 24, 25,40 % от 25 до 44, 24,20 % от 45 до 64 и 24,20 % от 65 и старше. Средний возраст жителя округа 38 лет. На каждые 100 женщин приходится 95,90 мужчин. На каждые 100 женщин старше 18 лет приходится 92,80 мужчин.